# Polska Formuła Easter Sezon 1989
1989 – piętnasty sezon Polskiej Formuły Easter. Był rozgrywany w ramach WSMP jako klasa E5. Składał się z pięciu eliminacji. Mistrzem został Mariusz Podkalicki (Promot III).

## Kalendarz wyścigów
| Runda | Data            | Tor    | Pole position       | Najszybsze okrążenie | Zwycięzca (kierowcy) | Zwycięzca (zespoły)       |
| ----- | --------------- | ------ | ------------------- | -------------------- | -------------------- | ------------------------- |
| 1     | 7 maja          | Kielce | Kazimierz Sołtowski | ?                    | Jacek Szmidt         | Automobilklub Toruński    |
| 2     | 21 maja         | Poznań | Mariusz Podkalicki  | ?                    | Mariusz Podkalicki   | Automobilklub Szczeciński |
| 3     | 3 września      | Toruń  | Nils-Holger Wilms   | ?                    | Mariusz Podkalicki   | Automobilklub Szczeciński |
| 4     | 17 września     | Kielce | Mariusz Podkalicki  | ?                    | Mariusz Podkalicki   | Automobilklub Szczeciński |
| 5     | 22 października | Poznań | Jürgen Stiebritz    | ?                    | Mariusz Podkalicki   | Automobilklub Szczeciński |

## Klasyfikacja kierowców
| Legenda oznaczeń w tabelach wyników Wyświetl szablon na nowej stronie | Legenda oznaczeń w tabelach wyników Wyświetl szablon na nowej stronie                                                                     |
| Oznaczenie                                                            | Wyjaśnienie |
| --------------------------------------------------------------------- | --- |
| Złoty                                                                 | Zwycięzca lub mistrzostwo |
| Srebrny                                                               | 2. miejsce lub wicemistrzostwo |
| Brązowy                                                               | 3. miejsce lub II wicemistrzostwo |
| Zielony                                                               | Ukończył, punktował (w klasyfikacji generalnej, gdy zdobył co najmniej jeden punkt na przestrzeni sezonu, poza trzema powyższymi opcjami) |
| Niebieski                                                             | Ukończył, nie punktował (w klasyfikacji generalnej, gdy nie zdobył co najmniej jednego punktu na przestrzeni sezonu)                      |
| Czerwony                                                              | Nie zakwalifikował się (NZ) |
| Czerwony                                                              | Nie prekwalifikował się (NPK) |
| Różowy                                                                | Nie ukończył (NU) |
| Różowy                                                                | Niesklasyfikowany (NS) (w klasyfikacji generalnej, gdy nie został sklasyfikowany w żadnym wyścigu sezonu)                                 |
| Czarny                                                                | Zdyskwalifikowany (DK) |
| Czarny                                                                | Wykluczony (WYK/EX) |
| Biały                                                                 | Nie wystartował (NW) |
| Biały                                                                 | Kontuzjowany (K/INJ) |
| Biały                                                                 | Wyścig odwołany (OD/C) |
| Bez koloru                                                            | Został wycofany (WYC/WD) |
| Bez koloru                                                            | Nie przybył (NP/DNA) |
| Bez koloru                                                            | Nie brał udziału w treningach (NT/DNP) |
| Bez koloru                                                            | Nie został zgłoszony (–) |
| Pogrubienie                                                           | Start z pole position |
| Kursywa                                                               | Najszybsze okrążenie wyścigu |
| †                                                                     | Nie ukończył, ale jego rezultat został zaliczony ze względu na przejechanie więcej niż 90% dystansu wyścigu.                              |
| *                                                                     | Sezon w trakcie |
| 1/2/3                                                                 | Punktowana pozycja w sprincie kwalifikacyjnym                                                                                             |
| Lista systemów punktacji Formuły 1                                    | |

| Poz.                                          | Kierowca                | Zespół                        | POZ | POZ | TOR | KIE | POZ | Punkty |
| --------------------------------------------- | ----------------------- | ----------------------------- | --- | --- | --- | --- | --- | ------ |
| 1                                             | Mariusz Podkalicki      | Automobilklub Szczeciński     | NW  | 1   | 1   | 1   | 1   | 100    |
| 2                                             | Jacek Szmidt            | Automobilklub Toruński        | 1   | 4   | 3   | 12  | 2   | 77     |
| 3                                             | Artur Skwarzyński       | Autoklub Rzemieślnik Warszawa | 3   | 2   | 2   | 8   | 5   | 74     |
| 4                                             | Piotr Górecki           | Automobilklub Morski          | 5   | 5   | NU  | 4   | 6   | 56     |
| 5                                             | Tomasz Jeromin          | Automobilklub Świętokrzyski   | NU  | NW  | 4   | 3   | 7   | 43     |
| 6                                             | Andrzej Podsiadło       | Automobilklub Kielecki        | 9   | 8   | NU  | 7   | 7   | 39     |
| 7                                             | Eugeniusz Zarzycki      | Autoklub Rzemieślnik Warszawa | 2   | 3   | -   | NU  | NU  | 37     |
| 8                                             | Andrzej Grabowski       | Automobilklub Morski          | NU  | 7   | 10  | 10  | 10  | 29     |
| 9                                             | Piotr Lenartowicz       | Automobilklub Świętokrzyski   | 8   | 9   | 12  | 9   | NU  | 27     |
| 10                                            | Tytus Tuszyński         | Autoklub Rzemieślnik Warszawa | -   | NU  | 8   | 11  | 8   | 23     |
| 11                                            | Ireneusz Trzeszczkowski | Automobilklub Toruński        | 10  | 11  | 6   | NU  | NU  | 22     |
| 12                                            | Kazimierz Sołtowski     | Automobilklub Szczeciński     | NW  | NW  | NU  | 2   | NU  | 20     |
| 13                                            | Marek Kusiak            | Automobilklub Śląski          | 4   | NW  | -   | -   | -   | 15     |
| 14                                            | Janusz Sączyński        | Automobilklub Morski          | -   | NU  | 14  | 6   | NU  | 15     |
| 15                                            | Jarosław Podsiadło      | Automobilklub Kielecki        | 12  | 6   | NU  | NU  | NU  | 15     |
| 16                                            | Andrzej Wodziński       | Autoklub Rzemieślnik Warszawa | -   | NU  | 5   | NU  | -   | 13     |
| 17                                            | Ryszard Zygmunt         | Automobilklub Morski          | 6   | NW  | -   | -   | -   | 11     |
| 18                                            | Krzysztof Mieszczański  | Automobilklub Kaliski         | 15  | 10  | 13  | -   | -   | 10     |
| 19                                            | Przemysław Walknowski   | Automobilklub Szczeciński     | 14  | 14  | NW  | NW  | 11  | 10     |
| 20                                            | Marek Radziewicz        | Automobilklub Szczeciński     | -   | 15  | 11  | -   | 13  | 10     |
| 21                                            | Krzysztof Godwod        | Autoklub Rzemieślnik Warszawa | 7   | NU  | -   | -   | -   | 9      |
| 22                                            | Jarosław Szczygieł      | Automobilklub Toruński        | -   | -   | 7   | -   | -   | 9      |
| 23                                            | Robert Gajór            | Automobilklub Morski          | -   | 12  | NU  | -   | 12  | 9      |
| 24                                            | Krzysztof Wodziński     | Autoklub Rzemieślnik Warszawa | -   | -   | -   | -   | 9   | 8      |
| 25                                            | Witold Witkowski        | Automobilklub Szczeciński     | 11  | NW  | NU  | NU  | 14  | 8      |
| 26                                            | Jerzy Fontański         | Automobilklub Częstochowski   | -   | -   | 9   | NU  | NU  | 7      |
| 27                                            | Marek Bogusz            | Automobilklub Kaliski         | 13  | 16  | -   | -   | NU  | 3      |
| 28                                            | Marek Lewandowski       | Automobilklub Toruński        | -   | 13  | NU  | -   | -   | 3      |
| NS                                            | Włodzimierz Pieniążek   | Automobilklub Świętokrzyski   | 16  | -   | -   | -   | -   | 0      |
| NS                                            | Krzysztof Gałecki       | Automobilklub Morski          | -   | -   | -   | -   | -   | 0      |
| NS                                            | Adam Sowa               | Autoklub Rzemieślnik Warszawa | -   | NU  | -   | -   | -   | 0      |
| NS                                            | Tadeusz Kłosowski       | Automobilklub Morski          | -   | NW  | NU  | NU  | NU  | 0      |
| NS                                            | Andrzej Fontański       | Automobilklub Częstochowski   | -   | -   | -   | -   | NU  | 0      |
| Kierowcy niedopuszczeni do zdobywania punktów |                         |                               |     |     |     |     |     |        |
| NS                                            | Nils-Holger Wilms       | MC Dresden                    | -   | NU  | NU  | -   | 3   | 0      |
| NS                                            | Jürgen Stiebritz        | MC Gräfentonna                | -   | -   | -   | -   | 4   | 0      |
| NS                                            | Manfred Kuhn            | MC Berlin                     | -   | -   | -   | 5   | -   | 0      |
| NS                                            | Hartmut Gerstenberger   | MC Bautzen                    | -   | -   | -   | -   | NU  | 0      |
| NS                                            | Ralf Ahlert             | MC Beelitz                    | -   | -   | -   | -   | NU  | 0      |
| NS                                            | Volkmar Stockmann       | MC Burgstädt                  | -   | -   | -   | -   | NU  | 0      |